# Bahadır II Giray
Bahadır II Giray, född 1722, död 1791, var Krimkhanatets khan mellan 1782 och 1782. 